# Ricardo Vilela
Ricardo Augusto Vilela Afonso, nascido em 18 de dezembro  de  1987 em Bragança, é um ciclista português, cuja última corrida foi disputada pela W52-FC Porto.
A 4 de outubro de 2022 foi suspenso pela UCI por 3 anos devido a doping tendo em 12 de abril de 2023 visto a sua pena ser agravada em sete anos pelo mesmo motivo.

## Biografia
No final de 2014, a equipa continental profissional Caja Rural-Seguros RGA anuncia a contratação de Ricardo Vilela para a sua temporada de 2015. No final de 2015, renova o contrato que o une ao seu empresário.
No mês de agosto de 2020, classifica-se décimo quinto do Campeonato de Portugal de Ciclismo em Estrada.

## Palmarés
- 2007
  - Prova de Abertura
- 2008
  -  Campeão de Portugal em estrada esperanças
  - 1.ª etapa da Volta à Madeira
  - 2.º do Campeonato de Portugal do contrarrelógio esperanças
  - 2.º da Volta à Madeira
  - 3.º da Volta a Portugal do Futuro
- 2009
  -     - 1.ª etapa do Grande Prêmio Abimota (contrarrelógio por equipas)

  - 2.º do Grande Prêmio de Portugal
- 2012
  - Grande Prêmio Efapel :
    - Classificação geral
      - 3. ª etapa (contrarrelógio)

  - 2.º do Campeonato de Portugal do contrarrelógio
- 2014
  - 1.ª etapa da Volta das Terras de Santa Maria da Feira
- 2016
  - 3.º do Campeonato de Portugal em estrada
- 2017
  - 3.º do Campeonato de Portugal em estrada

## Resultados nas grandes voltas

### Volta a Espanha
3 participações
- 2015 : 48.º
- 2017 : 50.º
- 2019 : 105.º

## Classificações mundiais
| Ano             | 2009   | 2010 | 2011  | 2012 | 2013 | 2014  |
| UCI Europe Tour | 456.º. |      | 607.º |      |      | 462.º |